# PC LOAD LETTER

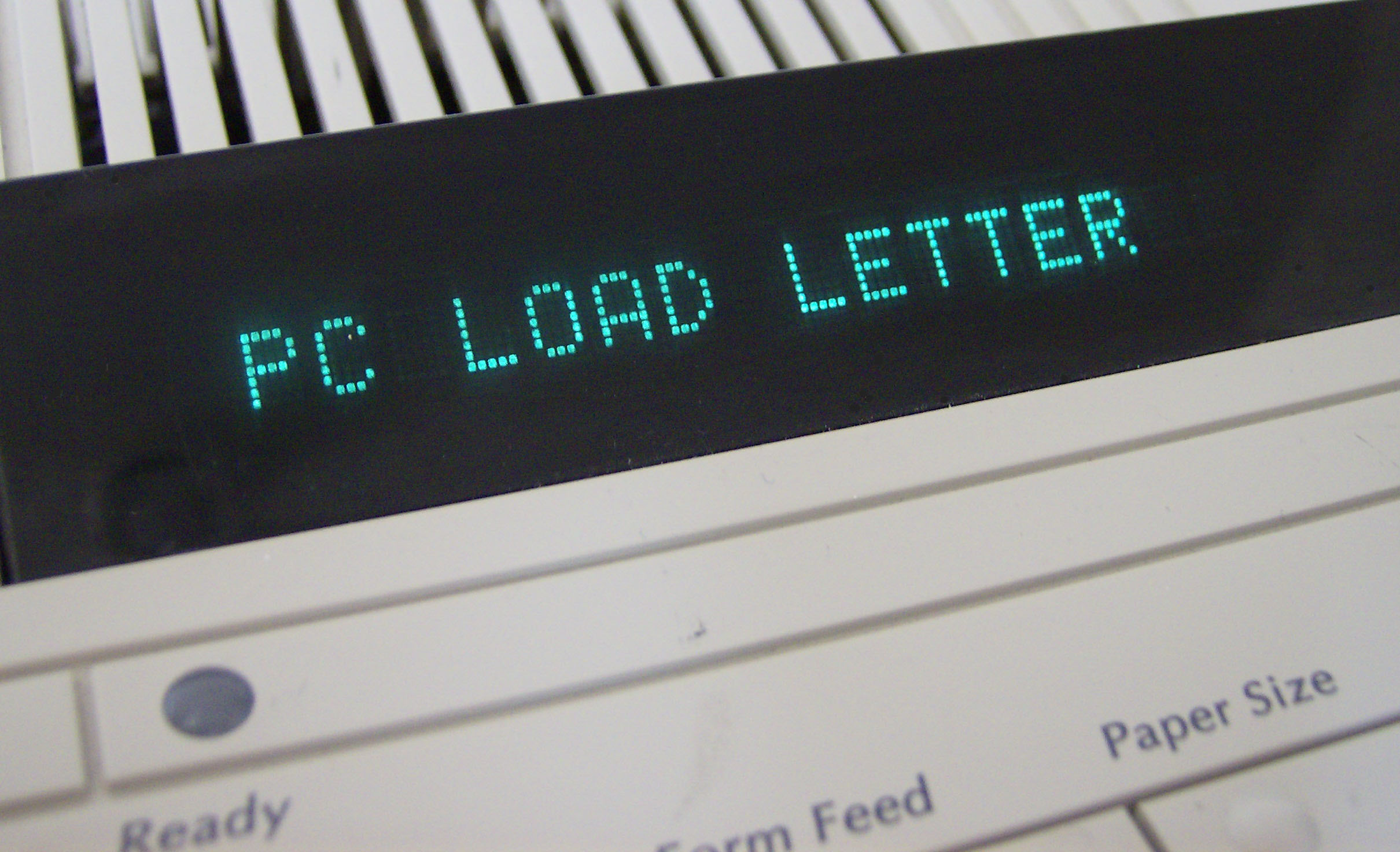
Chyba PC LOAD LETTER na tiskárně HP LaserJet 4

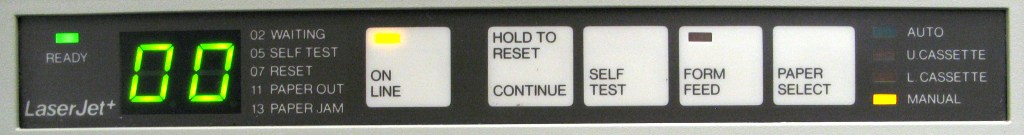
Prvotní modely LaserJet používají dvouznakový displej pro všechny stavové zprávy. Tato tiskárna zobrazuje „00“, což značí normální stav. Pokud by došel papír v horním zásobníku (upper cassette), tiskárna by střídavě přepínala mezi „11“ a „UC“

PC LOAD LETTER bylo původně chybové hlášení počítačových tiskáren, nyní je známo hlavně jako technologický mem, který prostoupil do populární kultury jako odkaz na matoucí či nesprávné chybové hlášení.
Hlášení „PC LOAD LETTER“ se může objevit při tisku na starších tiskárnách HP LaserJet, jako jsou LaserJet II, III a série 4. Chyba se vždy zobrazuje velkými písmeny.
Skutečný význam chybové zprávy je značně komplikovaný. „PC“ je zkratka z anglického paper cassette, čímž se myslí zásobník na papír. (Tyto dvouznakové kódy jsou dědictvím přeneseným z první tiskárny LaserJet, která používala jen dvouznakový displej pro stav tiskárny a chybové zprávy.) Load v tomto kontextu značí pokyn k doplnění zásobníku papíru, Letter je označení rozměru papíru běžně užívaného ve Spojených státech a Kanadě. Dohromady se tedy jedná o instrukci k doplnění zásobníku papírem formátu Letter. Variantní zpráva „PC LOAD LEGAL“ znamená, že tiskárna potřebuje více papíru o velikosti legal.
Tato zpráva mate uživatele hned z několika důvodů. Zkratka PC je zavádějící, protože v kontextu kancelářského vybavení obvykle označuje osobní počítač (personal computer), což by nasvědčovalo, že problém se nachází v počítači a nikoli v tiskárně. Slovo „LOAD“ je opět víceznačné, jelikož může také označovat datový přenos mezi diskem a operační pamětí počítače. Navíc slovo „LETTER“, v angličtině znamenající prostě dopis, má význam velikosti papíru pouze v USA, Kanadě a některých latinskoamerických zemích; ve zbytku světa se velikost papíru označuje např. „A4“. To dohromady znamená, že uživatelé konfrontovaní s touto zprávou mohou věřit, že jsou instruováni, aby přenesli data nebo obsah dopisu, který napsali, do tiskárny, přestože již úlohu na tiskárnu úspěšně poslali.
Starší tiskárny LaserJet nezmění automaticky velikost stránky, pokud velikost stránky dokumentu neodpovídá papíru vloženému v tiskárně. Hlášení se tedy objeví při pokusu vytisknout dokument, jehož velikost papíru je nastavena na „letter“, na papír formátu A4. V zemích, které používají tuto velikost papíru, se vypíše chyba „PC LOAD A4“. Mnoho programů používá letter jako výchozí formát, na matoucí zprávu naráží mnohdy i uživatelé mimo Ameriku kteří nevědí, jak se z chyby zotavit (vyprázdnit tiskovou frontu v počítači a vyrovnávací paměť tiskárny, nebo stisknout Shift/Continue a v krajním případě vzdorovitou tiskárnu resetovat a proces zopakovat). LaserJet 5 zavedla snadno přístupné tlačítko „GO“, které chybovou zprávu překoná.
Vágnost chybové zprávy byla zesměšňována ve filmu Maléry pana Šikuly (Office Space) z roku 1999.